# فيوليت ماي كوتريل
فيوليت ماي كوتريل (بالإنجليزية: Violet May Cottrell)‏ هي كاتِبة وشاعرة نيوزيلندية، ولدت في 17 مايو 1887، وتوفيت في 28 مايو 1971.